# Lucio Dalla
Lucio Dalla (Bologna, 4. ožujka 1943. – Montreux, 1. ožujka 2012.), bio je popularni talijanski pjevač, tekstopisac i glazbenik. Svirao je klarinet i klavijature.
Dalla je djelovao u okviru glazbenih žanrova; folka, jazza i klasične glazbe. Pjesma Caruso je prodana u više od 9 mil. primjeraka. Ovu pjesmu je 1992. izveo zajedno s Pavarottijem u Modeni. Dalla je preminuo zbog posljedica srčanog udara u jednom hotelu u Montreuxu.
Poslije njegove smrti dolazi do diskusija o homofobiji u Italiji i položaju homoseksualaca u društvu. Dallaov partner je održao govor pred oko 50 000 osoba koje su došle na njegov pokop. Tijekom života Dalla nije puno govorio o svojoj sekusalnoj orijentaciji.

## Vanjske poveznice
- Službena stranica